# Écaillon (Schelde)
Der Écaillon ist ein Fluss in Frankreich, der im Département Nord in der Region Hauts-de-France verläuft. Er entspringt im Gemeindegebiet von Locquignol, im Regionalen Naturpark Avesnois, entwässert generell in nordwestlicher Richtung und mündet nach rund 33 Kilometern nördlich von Thiant als rechter Nebenfluss in die kanalisierte Schelde.

## Orte am Fluss
- Locquignol
- Louvignies-Quesnoy
- Bermerain
- Vendegies-sur-Écaillon
- Verchain-Maugré
- Monchaux-sur-Écaillon
- Thiant